# Carinesta
Carinesta är ett släkte av slemmaskar. Carinesta ingår i familjen Tubulanidae.
Kladogram enligt Catalogue of Life:
| Carinesta | \| \| Carinesta anglica \| \| \| \| \| \| Carinesta orientalis \| \| \| \| \| \| Carinesta tubulanoides \| \| \| \| \| \| Carinesta uchidai \| \| \| \| |
|           | \| \| Carinesta anglica \| \| \| \| \| \| Carinesta orientalis \| \| \| \| \| \| Carinesta tubulanoides \| \| \| \| \| \| Carinesta uchidai \| \| \| \| |
|           | Callinera |
|           | |
|           | Carinina |
|           | |
|           | Protubulanus |
|           | |
|           | Tubulanus |
|           | |
|           | Carinesta anglica |
|           | |
|           | Carinesta orientalis |
|           | |
|           | Carinesta tubulanoides |
|           | |
|           | Carinesta uchidai |
|           | |

|  | Carinesta anglica      |
|  |                        |
|  | Carinesta orientalis   |
|  |                        |
|  | Carinesta tubulanoides |
|  |                        |
|  | Carinesta uchidai      |
|  |                        |